# Museo SAME
Il museo storico SAME rappresenta, attraverso materiale testuale e fotografico, alcune tra le più importanti tappe della storia della meccanizzazione agraria illustrando le innovazioni introdotte dal Gruppo SAME Deutz-Fahr.
Il museo è situato all'interno del lato sud dello stabilimento, ma è aperto sia ai visitatori che ai dipendenti. Il Museo fa anche parte del Circuito Lombardo dei Musei del Design.

## Descrizione
Il museo ospita un'esposizione di macchine e prototipi corredati da materiale cartaceo ed iconografico che compongono un archivio a testimonianza delle innovazioni della storia della meccanizzazione agraria del secondo dopoguerra
Il percorso espositivo ripercorre le tappe fondamentali del gruppo SAME che nel corso della seconda metà del XX secolo ha progressivamente acquisito importanti gruppi del settore come la svizzera Hürlimann, la tedesca Deutz-Fahr e l'italiana Lamborghini.
I trattori, i motori, le mietitrebbie e gli altri macchinari sono analizzati secondo tre diversi punti di vista: le macchine, l'evoluzione tecnica e la comunicazione pubblicitaria.

## La collezione
Tra i trattori più significativi esposti vi è la trattrice Cassani 40 CV del 1927, primo trattore al mondo con propulsore diesel. Vi è inoltre una sezione dedicata alle pompe d'iniezione e ai motori diesel nautici e per aviazione degli anni trenta.
Altri trattori presenti sono il SAME SA 1158 otto cilindri a V raffreddato ad aria del 1961 e il SAME 985P del 1973, capostipite dei trattori a propulsori dell'azienda.
Tra i modelli più innovativi vi è il SAME DA 25 del 1952, primo al mondo con quattro ruote motrici, e del 1969 vi è un gruppo di comando e di gestione del sistema idraulico che cambiò radicalmente il modo di lavorare la terra.
Tra gli altri modelli abbiamo il triciclo a petrolio del 1948, il Sametto 120 del 1957, il Puledro 35 del 1960 e il Centauro del 1965.
Data l'acquisizione del marchio Deutz-Fahr nel 1995 dal colosso Kloecher-Humboldt-Deutz il museo esibisce una serie di trattrici tedesche quali la Deutz MTZ 120 del 1929, il Deutz F1M del 1936 e F22 del 1939 e ampliando così la propria collezione con modelli anteguerra. Vi sono inoltre una mietitrebbia Fahr MDL del 1957 e un motore a quattro tempi Otto.
Vi è poi il marchio Lamborghini con il cingolato DL30C del 1957, il 1C del 1964 e il DL25 del 1955 a due ruote motrici. Ultimo nel gruppo per dimensioni è la Hurlimann con i suoi 1K10 del 1930 e H12 dei primi anni cinquanta.

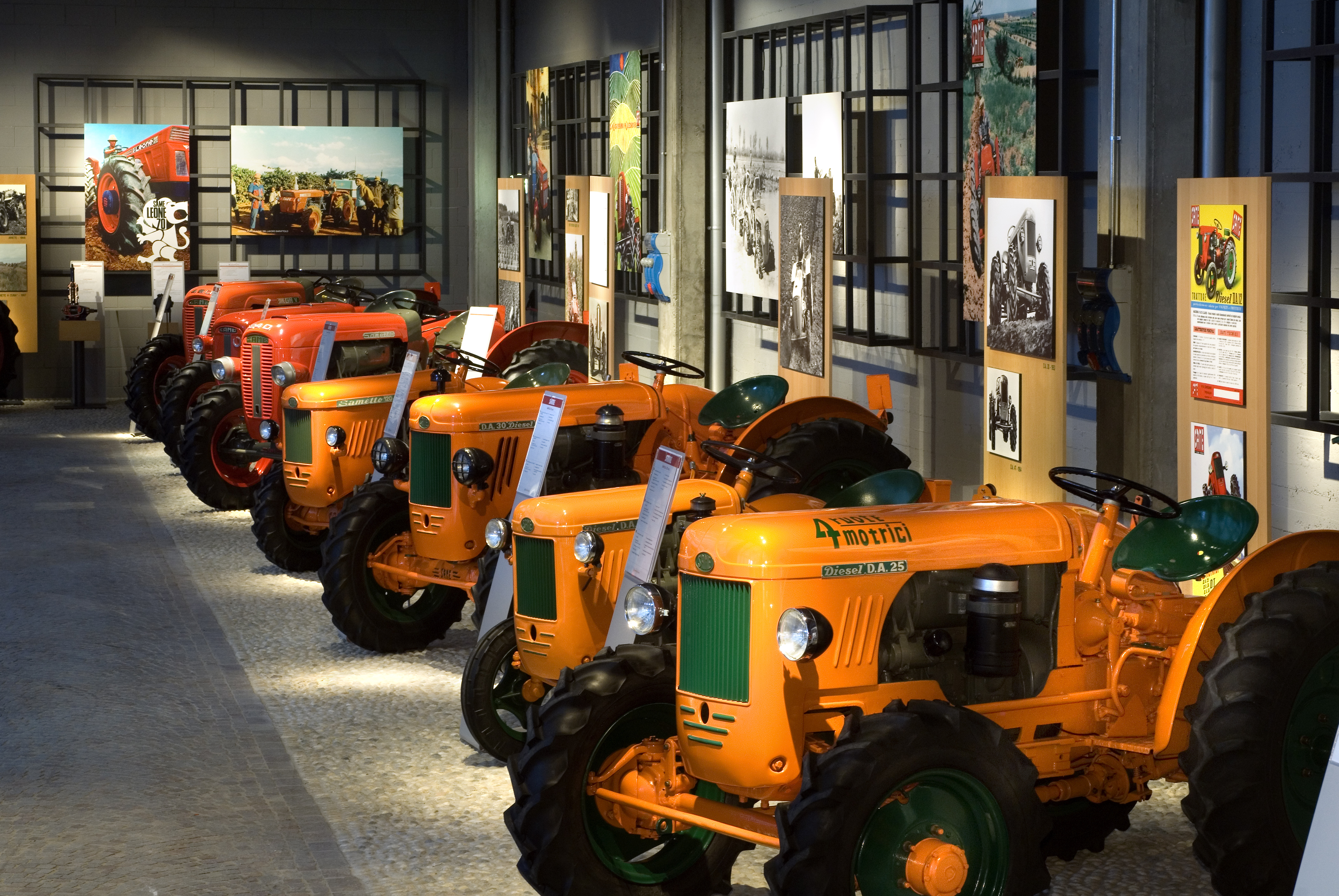
Alcuni trattori esposti nel Museo

Oltre agli automezzi e alle attrezzature vi è un'ampia documentazione cartacea e fotografica composta da: manuali operativi, pubblicazioni di vendita, e inserti pubblicitari. Adiacente al museo vi è inoltre l'Archivio Storico che contiene documenti riguardanti gli oltre sessant'anni di vita aziendale, posta non a caso visti i numerosi progressi tecnici vicino ai laboratori del gruppo dedicati alla ricerca e allo sviluppo.